# 쇠돌고래
쇠돌고래(Phocoena phocoena)는 쇠돌고랫과에 속하는 여섯 종의 고래 중 하나이다. 출생시 몸길이가 75 cm 정도이며, 대략 1.7m까지 자란다. 암컷이 수컷보다 큰 편이다. 부리가 매우 짧다. 쥐돌고래 또는 작은곱등돌고래라고도 부른다.

## 같이 보기
- 고래류의 종 목록
- 해양생물학